# Kanton Reinach
Der Kanton Reinach (französisch Canton de Reinach) war ein Kanton der Ersten Französischen Republik auf dem Gebiet des heutigen Kantons Basel-Landschaft in der Schweiz.
Er entstand am 23. März 1793 mit der vom französischen Nationalkonvent beschlossenen formellen Annexion der Raurakischen Republik. Der Kanton war Teil des Distrikts Delsberg im neu geschaffenen Département Mont-Terrible und umfasste elf Gemeinden:
- Allschwil
- Schönenbuch
- Oberwil
- Therwil
- Ettingen
- Reinach (Hauptort)
- Aesch
- Pfeffingen
- Arlesheim
- Duggingen
- Grellingen

Laut einem Rundschreiben des Innenministeriums vom 7. Frimaire des Jahres VI (27. November 1797) zählte der Kanton Reinach 4906 Einwohner, von denen 1236 wahlberechtigt waren. Er wurde gemäss dem Gesetz vom 28. Pluviôse des Jahres VIII (17. Februar 1800) aufgehoben und die Gemeinden kamen zum Kanton Laufen im Arrondissement Delsberg des Départements Haut-Rhin.